# Stazione di Den Helder Zuid
Den Helder Zuid, è una stazione ferroviaria secondaria passante di superficie sulla linea ferroviaria Den Helder-Amsterdam nella città di Den Helder, Paesi Bassi.